# 赤レンガ大学群
赤レンガ大学群（英: Red Brick University / Redbrick University）は、19世紀後期から20世紀初頭に勅許状（ロイヤル・チャーター）を受けたイギリスのイングランドにある9つの大学の総称。
オックスフォード大学やケンブリッジ大学に代表される古代の大学の石造りのゴシック様式の校舎に対比して、赤レンガ造りの校舎が特徴であったことが呼称の由来である。

## 概要
もとは19 世紀にイングランドの主要工業都市に設立された9つの市民大学を指していた。この9校のうちの6校（またはその前身となる大学）は、第一次世界大戦前に大学としての地位を獲得しており、当初は市民向けの科学・工学系大学として設立された。また、この9校のうち、解体されたヴィクトリア大学連合を除いた、現存する8校全てがラッセル・グループの加盟大学である。
一方、1960年代の新設大学の急増と1992年の『継続教育・高等教育法』によって大学を分類し直したことにより、19世紀後半から20世紀前半に主要都市で設立された全てのイギリスの大学が「赤レンガ大学」と呼ばれることもある。
呼称については、リヴァプール大学教授のエドガー・アリソン・ピアーズが自書の中で、リヴァプール大学の建築に触発されて同時期に設立された大学を「赤レンガ大学群」と表現したことが起源とされている。後にピアーズは、タイトルに「赤レンガ」を使ったことを後悔したと言われている。なぜなら、レンガを使用することは安価で伝統的でない代替案とみなされ、それゆえに高く評価されないということが、古代の大学と比較したこれらの新しい大学の一般的な見解に反映されているとしたからである。
これに対比して、20世紀中期頃に設立されたイギリスの大学は、そのモダニズム様式の建築から「プレートガラス大学群」と呼ばれる。

## 大学一覧
| 大学名                                                             | 設立年* | 備考 |
| ------------------------------------------------------------------ | ------- | --- |
| ヴィクトリア大学連合 Victoria University                           | 1880    | 1903年に同大学連合は解体され、リーズ大学、リヴァプール大学、ヴィクトリア大学マンチェスター校とそれぞれが独立した機関としてロイヤル・チャーターを受けた。 |
| バーミンガム大学 University of Birmingham                          | 1900    | 独立した市民大学として初めて、ロイヤル・チャーターによる正式な大学としての地位を獲得した。                                                               |
| ヴィクトリア大学マンチェスター校 Victoria University of Manchester | 1903    | 1903年にヴィクトリア大学連合から独立。2004年にマンチェスター工科大学と合併して現在のマンチェスター大学となった。                                         |
| リヴァプール大学 University of Liverpool                           | 1903    | 1903年にヴィクトリア大学連合から独立。 |
| リーズ大学 University of Leeds                                     | 1904    | 1904年にヴィクトリア大学連合から独立。 |
| シェフィールド大学 University of Sheffield                         | 1905    | |
| ブリストル大学 University of Bristol                               | 1909    | |
| レディング大学 University of Reading                               | 1926    | 基本は上記6校が赤レンガ大学として有名だが、近年ではこれらの大学も参照されつつある。                                                                      |
| ノッティンガム大学 University of Nottingham                        | 1948    | 基本は上記6校が赤レンガ大学として有名だが、近年ではこれらの大学も参照されつつある。                                                                      |
| ニューカッスル大学 Newcastle University                            | 1963    | 基本は上記6校が赤レンガ大学として有名だが、近年ではこれらの大学も参照されつつある。                                                                      |

*勅許状（ロイヤル・チャーター）を受けた年。組織の創立年ではない。